# Diego Zucchinetti
Diego Zucchinetti (seconda metà del XVIII secolo) è stato un compositore italiano.

## Biografia
Studiò a Napoli al Conservatorio della Pietà de' Turchini, dove ebbe probabilmente come maestri Lorenzo Fago, Pasquale Cafaro e Giacomo Tritto. Autore figlio della Scuola musicale napoletana, fu autore di musica da camera strumentale e vocale, caratterizzata da una spiccata cantabilità e presenza di elementi teatrali. Non è chiaro se fu altresì autore di musica sacra.